# Zora Böserlová
Zora Böserlová (* 16. února 1962 Prostějov), rozená Muchová, je bývalá česká herečka.

## Život
V roce 1983 absolvovala hudebně-dramatický obor na brněnské konzervatoři. Hned po škole se téhož roku stala členkou činoherního souboru Státního divadla Brno, ve kterém hrála do roku 1985, kdy získala angažmá v Satirickém divadle Večerní Brno. Zde se v následujících letech představila například v inscenacích A co ženy, pane dvorní rado? (Miroslav Horníček), Taneční hodiny pro pokročilé (Nývltova dramatizace Hrabalovy prózy) či Rodina Tótů (István Örkény). Od roku 1989 byla uváděna pod příjmením Böserlová. V Satirickém divadle Večerní Brno, v roce 1990 přejmenovaném na Divadlo u Jakuba, působila až do jeho zániku roku 1992.
Ve filmu a televizi se objevovala jen ojediněle. Drobné role ztvárnila v celovečerních snímcích Koncert na konci léta (1980) a Pod nohama nebe (1984). V průběhu 80. let a začátku 90. let 20. století hrála v několika televizních filmech především brněnského studia (např. Období digitální, Lenka, O písaři Tomáškovi, Úraz, Papírový most – v roce 1989 poprvé jako Böserlová, Šance jako hrom), objevila se také v jednom dílu cyklu Bakaláři, později i v seriálu Četnické humoresky.
Od začátku 90. let 20. století se začala věnovat dabingu. K jejím spjatým herečkám patří Romy Schneider (např. filmy Miláček z Paříže, Královna Viktorie, Sissi), Alessandra Martines (filmy Princezna Fantaghiro), Pamela Anderson (např. seriály Pobřežní hlídka, V.I.P.) či Catherine Bell (seriál JAG, film Záhada Bermudského trojúhelníku). Poslední filmy nadabovala v roce 2012.